# シャルル・イリアルト

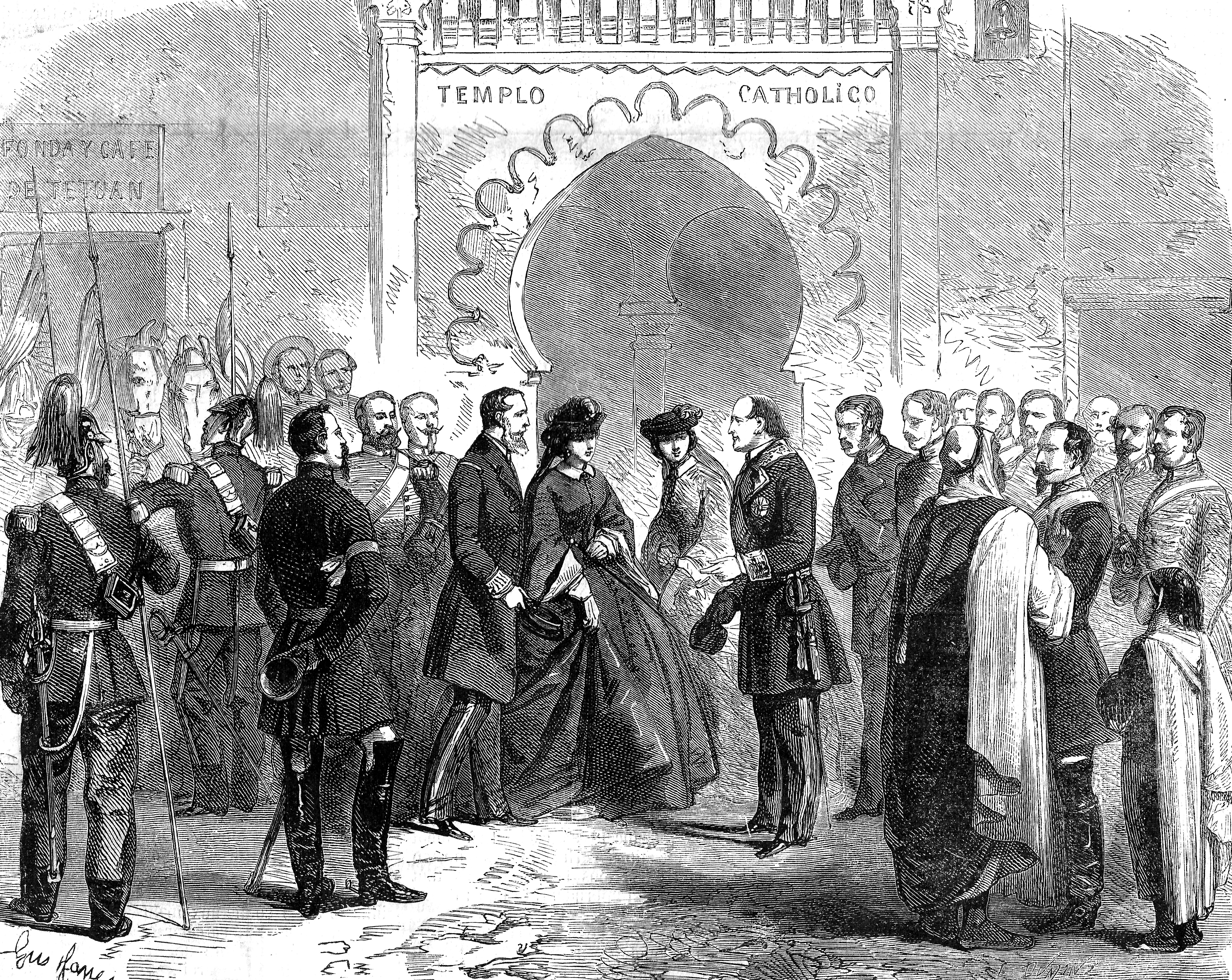
1860年の「ル・モンド・イリュストレ」のイリアルトの記事の挿絵、マクシミリアーノ1世のモロッコ訪問

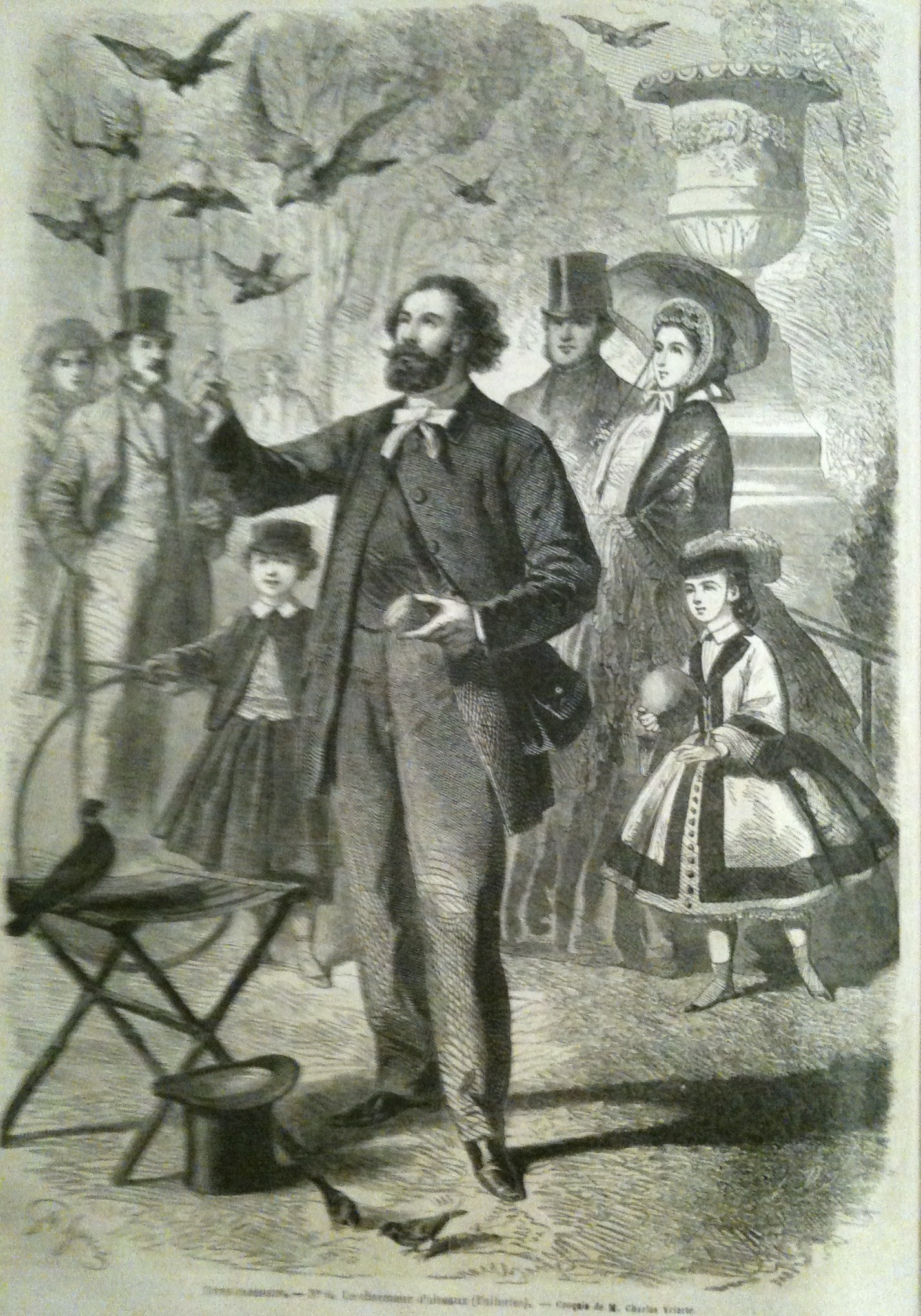
シャルル・イリアルトが編集した「街の有名人たち」（ Les Célébrités de la rue、1868年）に掲載された版画『チュイルリー公園の鳥使い』

シャルル・イリアルト（Charles Émile Yriarte、1832年12月5日 - 1898年4月7日）は、フランスの著作家である。美術やスペイン、イタリアの歴史、普仏戦争に関する著作を行った。

## 略歴
パリで生まれた。母親のジョセフィーヌ・カロリーヌ・イリアルト（Joséphine Caroline Yriarte: 1810-1873）は17世紀初めにパリに移ってきたスペイン人の家系で、カロリーヌ・マルケッティ（Caroline Marchetti）の芸名の女優であった。
パリ国立高等美術学校で建築を学び、建築家のシモン＝クロード・コンスタン＝デュフォー（Simon-Claude Constant-Dufeux: 1801–1871）の教室で学んだ。
建築や美術の教師をした後、1856年に政府の建築物の検査官になり、1859年にパリの新聞、「ル・モンド・イリュストレ」の特派員としてスペイン・モロッコ戦争の取材のためスペインを訪れた。スペイン軍の指揮官、レオポルド・オドンネルのスタッフとしても働いた。戦争の取材が終わった後、スペイン滞在を続け、当時まだ世間には知られていなかったスペインの画家、フランシスコ・デ・ゴヤを研究し、その成果は1967年になって「ゴヤの生涯と作品（Goya, sa vie, son œuvre）」の出版となった。1860年にはイタリアも旅し、後にイタリアの歴史上の人物に関する著作も行った。
1861年にパリに戻ると、建設中のパリ、オペラ座の建築検査官を務め、自身のイラストを掲載したスペインやスペイン・モロッコ戦争に関する作品を執筆し、出版した
。1864年に雑誌「ル・モンド・イリュストレ」の芸術や文芸部門のスタッフになるために、建築の仕事は止めた。『通りのセレブ（les Célébrités de la rue）』という作品を出版し、作家としての名声を得た。マルキ・ド・ヴィルメール（Marquis de Villemer）というペンネームで、隔週刊の文芸紙だった絵入り新聞「ル・フィガロ」に記事を書き始め、これらの記事は、後に『パリジャンの肖像とコスモポリタンの肖像』というタイトルで出版された。
1870年の普仏戦争の後、それに関する著作もした。
フランス学士院の Prix Thérouanne（1875年）や Prix Marzelin-Guérin（1882年）、Prix Vitet（1889年）を受賞し、1877年にレジオンドヌール勲章（シュバリエ）を受勲し、1889年にレジオンドヌール勲章（オフィシエ）を受勲した。
1898年にパリで亡くなった。

## 著作
- La Société espagnole (Par. 1861)
- Sous la tente, souvenir du Maroc (1862)
- Les Célébrités de la rue (1864)
- Paris grotesque, les célébrités de la rue 1815-63 (2. Ed. 1868)
- Les Cercles de Paris, 1828-64 (1865)
- Portraits parisiens (1865)
- Nouveaux portraits parisiens (1869)
- Goya, sa vie, son œuvre (1867)
- Portraits cosmopolites (1870)
- Tableaux de la guerre (1870)
- Les Prussiens à Paris et le 18 mars (1871)
- Campagne de France 1870-71 (1871)
- Les Princes d'Orléans (1872)
- Le Puritain (1873)
- L'Istrie et la Dalmatie (1874)
- Trieste e l'Istria (1875)
- La Bosnie et l'Herzégovine pendant l'insurrection (1875)
- Bosnie et Herzégovine: souvenirs de voyage pendant l'insurrection (1876)
- Venise: l'histoire, l'art, l'industrie, la ville et la vie (1877)
- Les Bords de l'Adriatique (1878)
- Florence (1880)
- Un condottiere au XV. siècle: Rimini (1882)
- Françoise de Rimini (1882)
- La vie d'un patricien de Venise au XVI. siècle (von der Akademie gekrönt, 2. Ed. 1885)
- Matteo Civitali, sa vie et son œuvre (1885)
- Paul Véronèse (1888)
- Cesar Borgia (1889) 2 Vols.[4][5]
- Les Fleurs et les jardins de Paris (1893)
- Mantegna (1901)